# Chaetilia argentina
Chaetilia argentina là một loài chân đều trong họ Chaetiliidae. Loài này được Bastida & Torti miêu tả khoa học năm 1970.